# Zhu Shijie

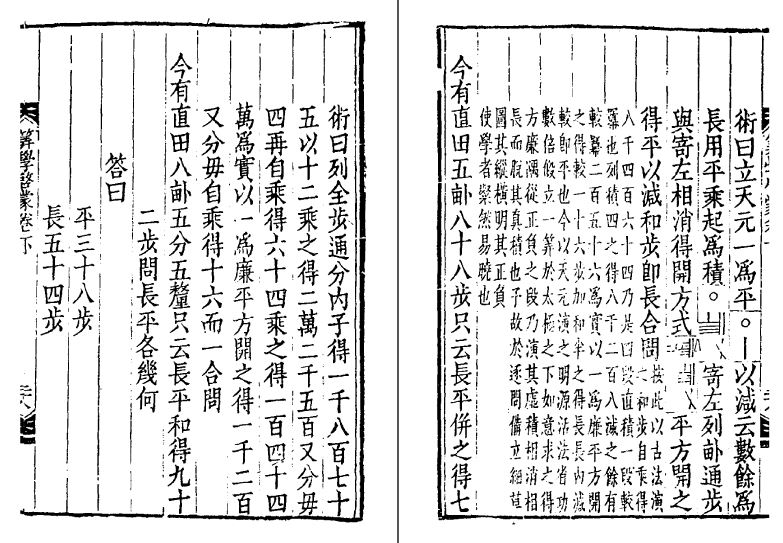
Seite aus Zhus Werk Einführung in das Studium der Mathematik

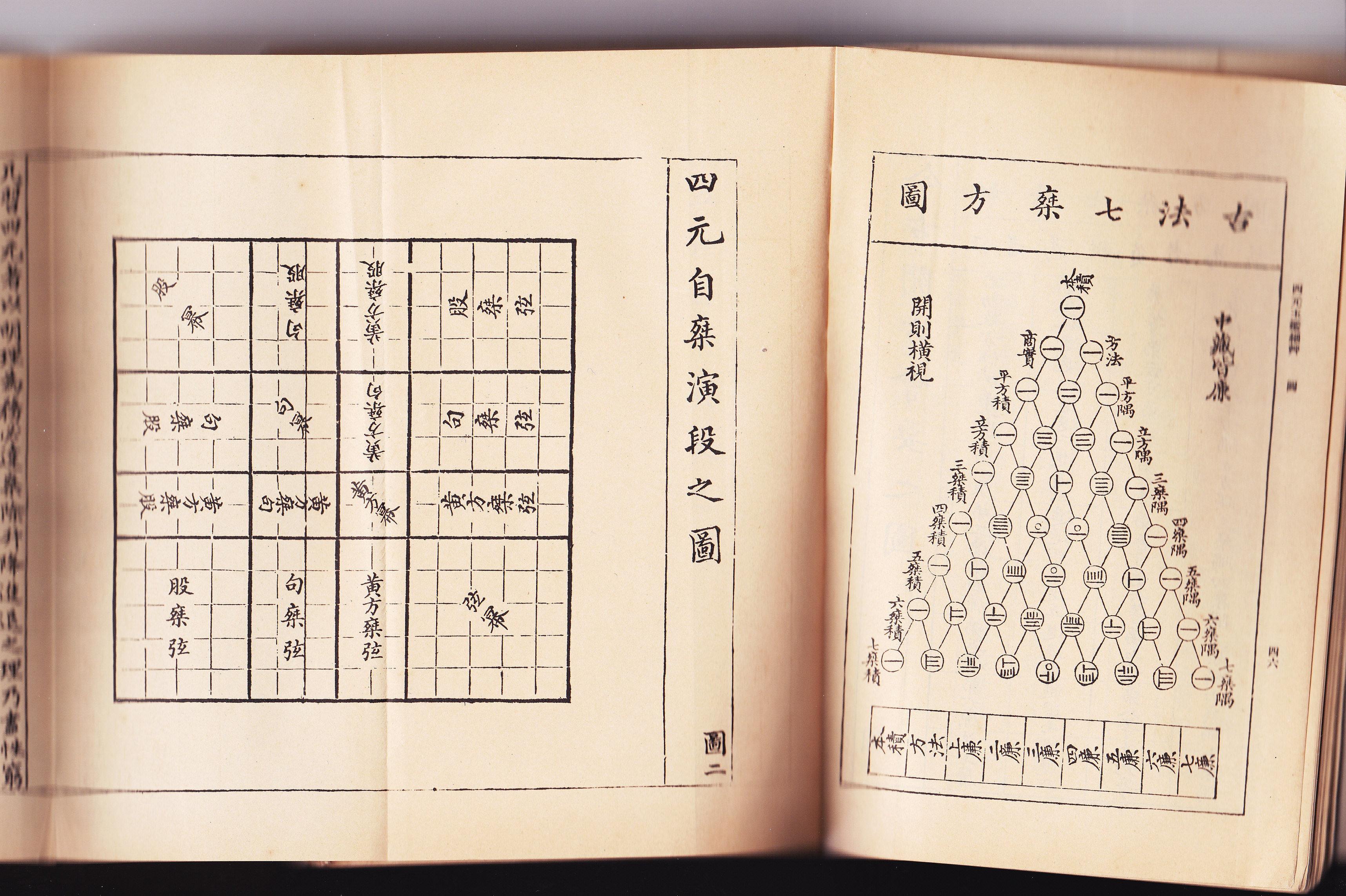
Illustrationen aus Der kostbare Spiegel der vier Elemente mit dem Pascalschen Dreieck

Zhu Shijie (chinesisch 朱世傑 / 朱世杰, Pinyin Zhū Shìjié, W.-G. Chu Shih-Chieh; * um 1260 in Yan Shan; † um 1320) war einer der bedeutendsten chinesischen Mathematiker.
Es ist wenig über sein Leben bekannt, aber zwei seiner mathematischen Arbeiten sind überliefert. Einführung in das Studium der Mathematik (算學啟蒙,  Suànxué qǐméng) aus dem Jahr 1299 ist ein grundlegendes Lehrbuch der Mathematik. Zhu behandelt ungefähr 260 Probleme aus den Bereichen der Arithmetik und der Algebra. Das Buch zeigte auch, wie man unterschiedliche zweidimensionale Formen und dreidimensionale Körper misst. Das chinesische Original ging verloren; allerdings wurde es in Japan und Korea als Lehrbuch verwendet. Eine chinesische Version des Buches wurde 1839 aus einer koreanischen Übersetzung rekonstruiert.
Zhus zweites Buch, Der kostbare Spiegel der vier Elemente (四元玉鑒,  Sì yuán yù jiàn) aus dem Jahr 1303 ist seine wichtigste Arbeit. Mit diesem Buch brachte Zhu die chinesische Algebra auf höchstes Niveau. Es umfasst eine Erklärung seiner Methode der vier Elemente, die benutzt werden kann, um algebraische Gleichungen mit vier Unbekannten darzustellen. Zhu erklärte auch, wie man Quadratwurzeln findet, und ergänzte das Verständnis von Reihen und Folgen.
Am Anfang des Buches findet sich ein Bild, welches die heute als Pascalsches Dreieck bezeichnete Darstellung der Binomialkoeffizienten zeigt.
Das Buch Siyuan yujian enthält auch eine Umwandlungsmethode für das Lösen polynomialer Gleichungen 4. Grades, welche Zhu fan fa nannte und die 500 Jahre später William George Horner und Paolo Ruffini in Europa erneut entdeckten.